# Lyckantropen Themes
Albums de Ulver
Perdition City
(2000) Svidd neger
(2003)
Lyckantropen Themes est le sixième album studio du groupe norvégien Ulver. Il s'agit d'un court album composé pour servir de bande originale au court-métrage suédois Lyckantropen réalisé par Steve Ericsson.
Cette bande son est composée de dix pistes d'ambient sombres et extrêmement calmes supportées par une base intégralement électronique.

## Liste des pistes
| No  | Titre    | Durée |
| --- | -------- | ----- |
| 1.  | Theme 1  | 1:21  |
| 2.  | Theme 2  | 1:37  |
| 3.  | Theme 3  | 7:13  |
| 4.  | Theme 4  | 2:14  |
| 5.  | Theme 5  | 4:48  |
| 6.  | Theme 6  | 2:41  |
| 7.  | Theme 7  | 2:38  |
| 8.  | Theme 8  | 4:17  |
| 9.  | Theme 9  | 5:50  |
| 10. | Theme 10 | 3:44  |